# Windermeria
Windermeria aitkeni
Genre
Genre
Windermeria est un genre éteint d'animaux marins primitifs à symétrie bilatérale datant de l'Édiacarien, il y a environ entre 635 et 540 Ma (millions d'années). Il est considéré comme appartenant à l'embranchement des proarticulés.
La seule espèce rattachée au genre est Windermeria aitkeni.

## Découverte
Un seul spécimen de ce fossile a été découvert au sein de la « formation géologique de Blueflower » dans les Territoires du Nord-Ouest au Canada. il a été décrit en 1994 par G. M. Narbonne.

## Description
Windermeria est un petit fossile, de forme ovale, d'environ 16 millimètres de long pour 8 millimètres de large. Son corps est segmenté. De part et d'autre d'un sillon longitudinal se trouvent huit segments de taille similaire qui ne sont pas exactement opposés les uns aux autres.

## Taxonomie
Windermeria a une apparence semblable à celle d'un autre proarticlé primitif : Dickinsonia, connu en Australie et en Russie. L'attribution possible de Windermeria aitkeni à la famille à laquelle appartient Dickinsonia, les dickinsoniidés en ferait le premier de cette famille à avoir été découvert sur le continent américain.